# Scuola IMT Alti Studi Lucca

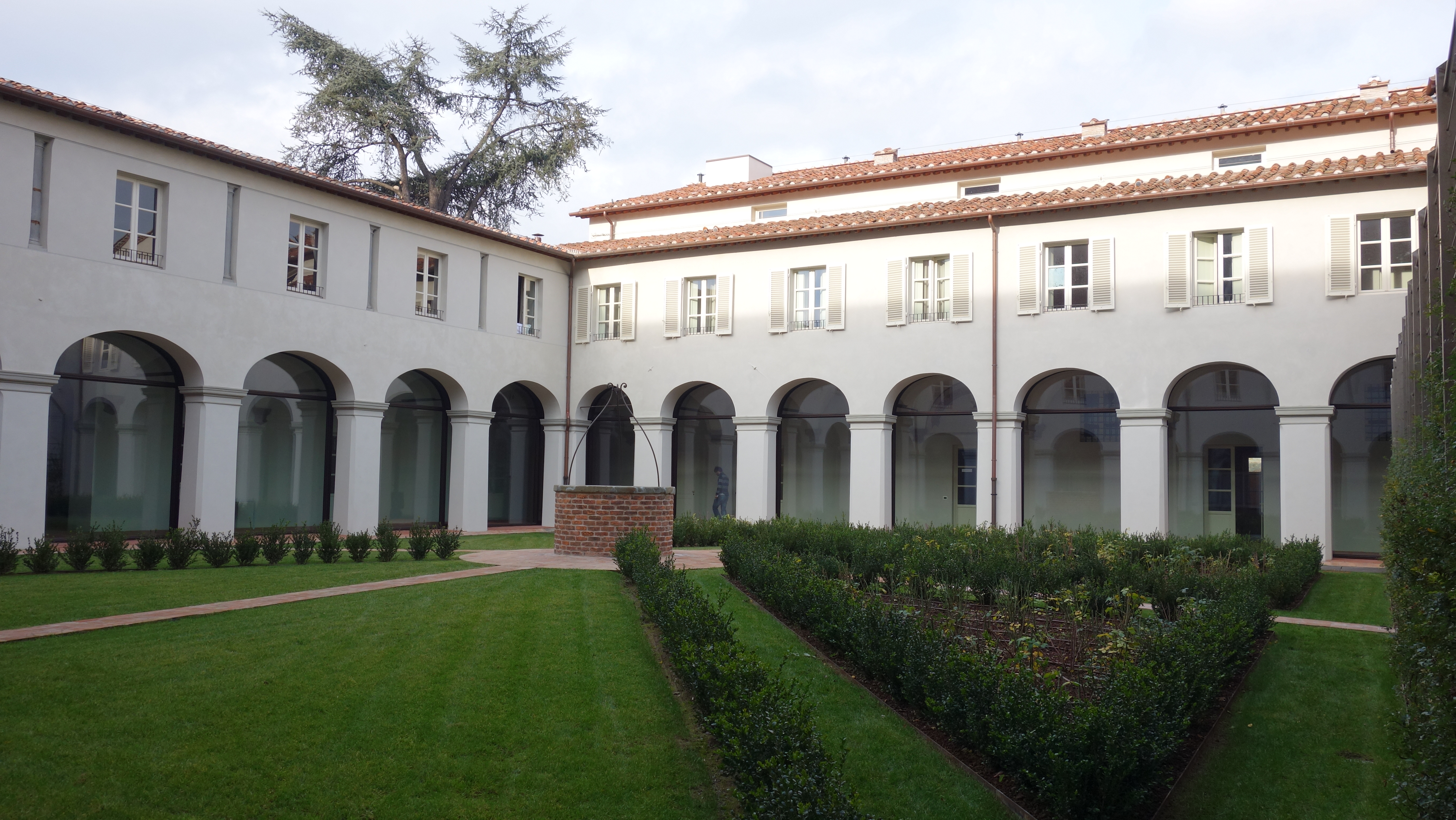
Campus der IMT in Lucca

Die Scuola IMT Alti Studi Lucca, kurz IMT Lucca, ist ein 2005 gegründetes staatliches, universitäres Doktorandenseminar und Forschungszentrum mit Sitz im ehemaligen Kloster San Francesco im italienischen Lucca. Hauptgegenstand des Studiums ist die Analyse von Wirtschaftssystemen mit sozialen, technologischen und kulturellen Schwerpunkten.